# Hanea paturau
Hanea paturau är en spindelart som beskrevs av Forster 1988. Hanea paturau ingår i släktet Hanea och familjen Cyatholipidae. Inga underarter finns listade i Catalogue of Life.